# District d'Akkol
Le  district d'Akkol (en kazakh : Ақкөл ауданы) est un district de l'oblys d'Aqmola au nord du Kazakhstan. 

## Géographie
Son centre administratif est la localité d'Akkol. 

## Démographie
En 2013, le district a une population de 27 522 habitants.